# Kodeks cywilny

Na jasnozielono zaznaczono państwa, w których obowiązują kodeksy cywilne albo podobnie nazwane akty prawne

Kodeks cywilny (skrót k.c. lub w języku prawniczym kc) – zbiór przepisów z zakresu prawa cywilnego obejmujący przynajmniej podstawowy zestaw instytucji z tej dziedziny.

## Historyczne kodeksy cywilne (wybór)
- Konstytucje egidiańskie (Państwo Kościelne)
- Allgemeines bürgerliches Gesetzbuch (Powszechny kodeks obywatelski, Austria)
- Kodeks cywilny zachodniogalicyjski (Austria)
- Powszechna Ordynacja Sądowa (Austria)
- Bürgerliches Gesetzbuch (Niemcy)
- Codex Maximilianeus Bavaricus Civilis (Bawaria)
- Kodeks Napoleona (Francja)
- Zivilgesetzbuch (Szwajcaria)
- Kodeks cywilny Królestwa Polskiego

## Przykłady obecnie obowiązujących kodeksów cywilnych
- Kodeks cywilny obowiązujący w Polsce
- Kodeks cywilny Federacji Rosyjskiej